# Hemelytroblatta curtipennis
Hemelytroblatta curtipennis är en kackerlacksart som först beskrevs av Lucien Chopard 1929.  Hemelytroblatta curtipennis ingår i släktet Hemelytroblatta och familjen Polyphagidae.
Artens utbredningsområde är Grekland. Inga underarter finns listade i Catalogue of Life.